# Lanerówka
Lanerówka (ukr. Ланерівка) – wieś w obwodzie lwowskim, w rejonie złoczowskim na Ukrainie.
W II Rzeczypospolitej gmina wiejska. Od 1 sierpnia 1934 r., w ramach reformy scaleniowej stała się częścią Gminy Busk w powiecie kamioneckim.
Południowo-wschodnią część wsi stanowią dawniej samodzielne miejscowości Ostapkowce i Wolany.
Do 2020 w rejonie buskim. 

## Położenie
Według Słownika geograficznego Królestwa Polskiego i innych krajów słowiańskich: Lanerówka to wieś w powiecie Kamionka Strumiłowa, położona 23 km na południowy wschód od Kamionki Strumiłowej i 5 km na północny zachód od Buska.